# Michel Adam Lisowski
Michel Adam Lisowski (ur. 23 kwietnia 1950 roku w Warszawie) – założyciel i właściciel Fashion TV.
Ojciec Adama w 1940 roku uciekł z okupowanego Krakowa do Palestyny. Tam ożenił się z Fanną, uciekinierką z Warszawy. W 1945 roku zaczął pracę w konsulacie PRL. W 1946 roku urodził mu się pierwszy syn, brat Adama - Gabriel. W 1948 rodzina wróciła do Polski, tata Adama został szefem działu informacyjnego MSZ. Zamieszkali na Mokotowie, tam urodził się w 1950 Adam. Rodzina przeniosła się w 1958 do Wiednia, gdzie jego ojciec pracował jako dyplomata w Międzynarodowej Agencji Energii Atomowej. Ojciec zmarł w 1964 a matka, bibliotekarka w wiedeńskim oddziale ONZ, z synami postanowiła pozostać w Austrii. Po szkole średniej uzyskał stypendium na matematyce na Princeton University.
Pierwsze większe pieniądze zarobił w wieku 29 lat, gdy założył firmę zajmującą się wyładunkiem statków za pomocą napełnianych gazem sterowców w Arabii Saudyjskiej. Później Lisowski zaczął nowy biznes: został udziałowcem i dyrektorem zarządzającym firmy The Eden Group z siedzibą w Wiedniu zajmującą się produkcją T-shirtów, bokserek, skarpetek, pidżam i czapek z disnejowskimi nadrukami, produkowano je w Bangkoku, sprzedawano w Europie i USA. Firma zatrudniała ponad 4000 pracowników i była jednym z największych eksporterów tekstyliów i odzieży w Tajlandii. Gdy w Azji Wschodniej doszło do kryzysu finansowego w 1996 r., Michel Adam Lisowski sprzedał firmę.
Przeniósł się do Paryża i inwestował w nieruchomości, stał się także właścicielem „Fashion Café”- miejsca spotkań społeczności modowej. Pokazywał w niej nagrania z pokazów mody, zauważając popyt uruchomił Fashion TV.
18 marca 2011 ożenił się z modelką i baletnicą Marią Mogsolovą, pochodzącą z Buriacji.